# Zeria funksoni
Zeria funksoni är en spindeldjursart som först beskrevs av J. Birula 1915.  Zeria funksoni ingår i släktet Zeria och familjen Solpugidae. Inga underarter finns listade i Catalogue of Life.